# Moussaka
Moussaka (транскр. Мусака) је српска музичка група из Београда која комбинује сурф рок са популарном народном музиком бивше Југославије.
Према речима Петра Живића, као име бенда је узето познато балканско јело мусака, јер симболизује мешавину различитих састојака који помешани чине једну целину, "Мусака представља ту слојевитост: ред сурфа (кромпир), ред народњака (месо) и ред рок’н’рол-а (јаја)."

## Чланови

### Садашњи
- Петар Живић — гитара
- Игор Митић — гитара
- Давор Сопић [а] — бас-гитара
- Младен Радовановић [б] — бубањ

### Бивши
- Урош Милкић [в] — бубањ
- Марко Баришић [г] — бубањ

## Дискографија

### издања
- (2014)
- Са са (2015)
- (2016)[7]
- 1111 (2018)[8]
- Бил Бил (2020)